# Paulino Pedret
Paulino Pedret Casado (Santiago de Compostela, 20 de agosto de 1899 - 26 de mayo de 1969) fue un sacerdote y escritor gallego.

## Trayectoria

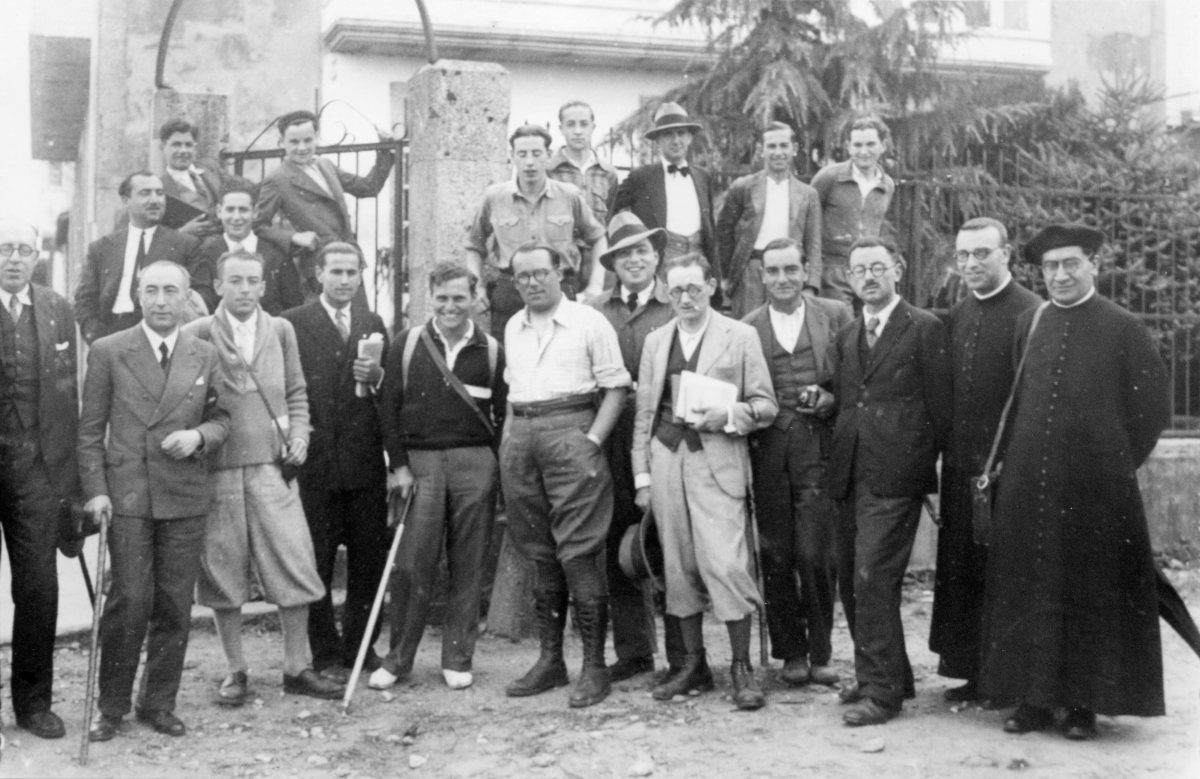
SEG en 1934: Entre otros: Otero Pedrayo, Iglesias Vilarelle, Parga Pondal, Ferreiro Panadeiro, Fernández Osorio, Fernández Cochón, Vicente Risco, González García-Paz, Antón Taboada Roca, Paulino Pedret, Xesús Carro, Antón Fraguas, Xohán Ledo, Isla Couto, López Cuevillas y Ramos Colemán

Hijo de Emilio Pedret Tost y Sofía Casado Reinosa. Ingresó en 1909 en el Instituto de Santiago para hacer el Bachillerato, estudiando al mismo tiempo en el Seminario. En 1922 fue ordenado presbítero en Tui. Antes de ordenarse sacerdote terminó los estudios de Derecho, obteniendo la licenciatura en 1921, y el doctorado en 1923. También consiguió la licenciatura en Ciencias Históricas en 1929.
En 1923 consigue una plaza de Capellán castrense. En 1928 regresó a Compostela y fue nombrado profesor ayudante de la Facultad de Derecho.
Perteneció también al Seminario de Estudios Gallegos y luego al Instituto Padre Sarmiento de Estudios Gallegos.
Ingresó en la Real Academia Gallega el 27 de julio de 1941.

## Obra
- La Evolución de la enseñanza del derecho canónico en España, 1946.
- José Andrés Cornide y la Galicia del s XVIII, 1948.